# 1948年纽芬兰公民投票

纽芬兰在加拿大的位置

1948年纽芬兰公民投票（英語：Newfoundland referendums, 1948）是1948年纽芬兰自治领举行的两次全民公投，公投在纽芬兰的困难时期决定了其未来。当时作为英国自治领的纽芬兰因参加第二次世界大战而深陷债务危机，因此政府决定举行全民公投，公投选项分别为加入加拿大联邦、继续保持英国自治领地位和独立建国。两次公投分别于1948年6月3日和7月22日举行，投票最终结果为选择加入加拿大联邦。第二年3月31日，纽芬兰加入加拿大联邦，成为加拿大第十个省，也是最年轻的省。

## 背景
纽芬兰是现今加拿大范围内最早的欧洲殖民者定居点，却是最后一个实行代议民主制和责任政府的英属北美殖民地。1832年，纽芬兰成立了总督监督下的代议民主政府。1855年，英国授予纽芬兰责任政府，纽芬兰人可以选举内阁官员，政府对纽芬兰人民负责。1864年举行的查洛顿会议上，大西洋地区的英属北美殖民地代表讨论了组建海洋省份联盟的提议，但是纽芬兰政府没有派代表参加此次会议。1864年，约翰·亚历山大·麦克唐纳爵士发起魁北克会议以讨论组建更大的英属北美联盟，此次纽芬兰政府派了两名代表参加。两位出席会议的代表有兴趣参加组建加拿大联邦，但是这项提议在纽芬兰民间相当不受欢迎。因此纽芬兰没有出席在伦敦举行的1866年伦敦会议，在该会议上通过英属北美法案成为了加拿大联邦立国的基础。1869年在纽芬兰举行了关于是否加入加拿大联邦的投票，投票引起巨大争议。
20世纪20年代至30年代间，纽芬兰负债高达4000万美元，处于破产边缘。英国殖民地委员会提议纽芬兰放弃政党政治，转而采用派遣政府——即中止原来的民选政府，改由英国直接管辖。殖民地委员会的提议得到纽芬兰政府的采纳，随即由总督监督的六人派遣政府组成，其中三人来自纽芬兰，三人来自英国。派遣政府于1934年2月16日开始运作，直至1949年纽芬兰加入加拿大联邦。在派遣政府时期，英国邀请美国在岛上设立军事基地。美国军事基地法案于1941年6月11日生效，纽芬兰经济逐渐恢复繁荣。二战之后，英国持续消减对纽芬兰的预算，希望纽芬兰能加入加拿大联邦并终止派遣政府。起初纽芬兰求助于加拿大，希望能恢复责任政府。但是加拿大反应冷淡，表示没有兴趣在经济上帮助纽芬兰，除非纽芬兰选择加入加拿大联邦。
尽管加入美国的提议在纽芬兰遭到强烈反对，但英国和加拿大均认为纽芬兰最终会选择加入美国，尤其是在纽芬兰再度陷入经济困难的情况下。英国方面无法容忍英属北美殖民地加入美国，并且担心纽芬兰加入美国会激化拉布拉多边境争议。加拿大方面认为纽芬兰加入加拿大联邦对本国经济无益，并且如果纽芬兰加入美国，则加拿大几乎四周均被美国领土包围。最终英国政府禁止纽芬兰举行是否加入美国的投票。尽管纽芬兰对美国有着重要的战略意义，但是杜鲁门认为在冷战中美国需要加拿大与英国的合作，所以不希望纽芬兰影响美国与英加的关系。支持加入美国的纽芬兰人希望纽芬兰成为美国的一州，但是杜鲁门政府认为这种提议在国会通过的可能非常小。在纽芬兰得到加拿大政府负担其债务许诺之后，美国方面即再不提相关事宜。

## 国民公会
英国最终决定由纽芬兰人自行决定未来，因此于1946年举行纽芬兰国民公会。在大法官福克斯的监督下，参会人员由45位民选代表组成，成员包括成为后来成为首任纽芬兰首相的乔伊·斯摩伍德。会议成立了一个委员会研究纽芬兰的未来在何方。许多成员认为在会议快结束的时候会达成共识，但是斯摩伍德却提议向渥太华派遣代表以讨论加入加拿大联邦的可能性。他的提议引起了激烈争论，并且只得到了17位会议成员的支持，最后会议仍然向伦敦和渥太华两方面派遣了代表团商讨这个建议。

### 伦敦代表团

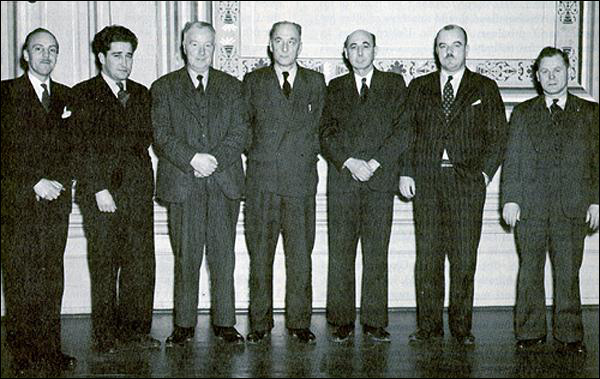
伦敦代表团成员

伦敦代表团希望纽芬兰成为一个独立的国家而不是加入加拿大联邦，因此被称为反联邦者。伦敦代表团于1947年4月25日离开纽芬兰前往伦敦会见自治领秘书处首领麦克尔·爱迪生。伦敦方面明确表示如果纽芬兰恢复责任政府，英国则会取消对纽芬兰的经济支持。代表返回纽芬兰后在会议上作了激烈的演讲，表示“会议上有人在谋划把纽芬兰出卖给加拿大”。

### 渥太华代表团
包括乔伊·斯摩伍德在内的渥太华代表团希望纽芬兰加入加拿大联邦，因此被称为联邦支持者。1946年6月24日，渥太华代表团开始与加拿大对话。渥太华代表团在加拿大停留尽量长久以便为纽芬兰争取更多的利益。由于这个代表团并非纽芬兰的官方代表，加拿大方面一开始对谈判并不积极，但联邦内阁最终于8月18号决定开启谈判。8月中旬，双方几乎达成了协议草案。因新不伦瑞克代表突然离世而中止了谈判—首相拒绝在没有新不伦瑞克代表的情况下继续谈判。

### 返回圣约翰斯
10月10日，双方代表返回圣约翰斯，斯摩伍德作了一场加入联邦的报告，这次报告激怒了反联邦者。就在会议决定讨论斯摩伍德报告的时候，渥太华方面的草案被送到圣约翰斯。草案内容包括加拿大承担纽芬兰大部分债务，对税收进行商议，并保留原自治领内的大部分服务。

## 公民投票
纽芬兰最终建议英国方面在纽芬兰举行全民公投以决定该殖民地的未来，英国方面采纳了该建议并决定采用无记名方式投票。最初投票纸上仅有两项选择——重建责任政府和保持派遣政府。斯摩伍德于1948年1月23日提出在投票上添加“加入加拿大联邦”的选项，但国民公会以29反对票比16赞成票否决了提案。同年3月英国介入投票，并否决了之前国民公会的决定，判定“加入加拿大联邦”选项将会出现在投票上，理由是“不加入这个选择会剥夺纽芬兰人认真考虑未来的权利”。

### 派别
三个主要派别均大投票前进行了大量宣传。第一派为斯摩伍德领导的联邦联盟，主张纽芬兰加入加拿大联邦，通过名为“同盟”的报纸进行宣传。第二派为彼得·卡鑫领导的责任政府联盟，主张纽芬兰的独立地位并恢复责任政府，通过名为“独立”的报纸进行宣传。第三派，也为最小的派别，为雪莱·克罗斯比领导的经济联盟党，主张与美国发展更紧密的经济联系。

### 第一次投票
第一次投票于1948年6月3日举行，投票结果如下：
| 选项           | 得票数  | 得票比例       |
| -------------- | ------- | -------------- |
| 恢复责任政府   | 69,400  | 44.5%          |
| 加入加拿大联邦 | 64,066  | 41.1%          |
| 保持派遣政府   | 22,331  | 14.3%          |
| 总投票数       | 155,797 | 88% (投票比例) |

### 第二次投票
由于在第一次投票中没有一个选项得票超过半数，因此纽芬兰于1948年7月22日举行第二次投票，选项只有第一次投票得票率最高的两项——加入加拿大联邦和恢复责任政府。尽管责任政府联盟和经济联盟党结成新的联盟，但支持责任政府派和加入加拿大联邦派两方均认为投票反对恢复责任政府的人比支持的人多。在投票之前间，罗马天主教圣约翰斯大主教公开反对纽芬兰加入加拿大联邦，原因是受到奥兰治联盟呼吁新教徒采取行动抵制罗马天主教的影响。同时联邦联盟指责反联邦人为支持共和制的反英人士，并宣称纽芬兰加入加拿大便意味着加入大英联盟。而反联邦人士反驳称加入加拿大意味着法国化。第二次投票结果如下：
| 选项           | 得票数  | 得票比例       |
| -------------- | ------- | -------------- |
| 恢复责任政府   | 71,334  | 47.7%          |
| 加入加拿大联邦 | 78,323  | 52.3%          |
| 总投票数       | 149,657 | 85% (投票比例) |

### 得票分布
纽芬兰首府圣约翰斯所在的阿瓦隆半岛在两次投票中均支持恢复组建责任政府（如蓝色显示），岛上其它地区和拉布拉多均支持加入加拿大联邦（如红色显示）。罗马天主教占多数的地方支持组建责任政府。

## 反应
投票结束后，纽芬兰即与加拿大商定加入联邦事宜。商议结束后，英国接受协议并随即在下议院通过了1949年英属北美法案。纽芬兰于1949年3月31日午夜正式加入加拿大。在随后的纽芬兰议会选举中，斯摩伍德领导的自由党赢得选举，并入主政府直到70年代。各方对纽芬兰加入加拿大一事反应不一。
作为联邦的一个省，纽芬兰的许多权利得到了相当大的保证。在枢密院司法委员会的监督下，加拿大同意将拉布拉多的司法权移交至纽芬兰。部分委员会委员甚至给予了纽芬兰更多的许诺，比如开通纽芬兰岛上巴斯克港到新斯科舍北悉尼的渡轮，允许纽芬兰继续生产并贩售植物黄油，而植物黄油在当时是相当争议的东西。
加拿大方面相当欢迎纽芬兰加入联邦。1949年4月1日的环球邮报这样评论：
Union with Newfoundland , as everyone knows, rounds out the dream of the Fathers of Confederation. This newspaper is certain that Canadians welcome their new fellow-countrymen with full hearts. May the union be forever a blessing for Canada and to the island which is yielding its ancient independence, but not its identity, to belong to a larger fraternity.
正如大家知道的，纽芬兰加入加拿大联邦圆了联邦之父们的梦想。这们报纸代表加拿大人真心欢迎联邦内的新成员。对于这个岛屿来说，融入加拿大这个大家庭是永恒的祝福，她只是失去了惯有的独立性，但没失去自己的身份，而是重新融入了更大的家庭。
一位来自蒙特利尔宪报的编辑这样说到：
For Canadians tomorrow will be a day of welcome. For this is the day when a tenth province is added to the Dominion of Canada. There will be a greater meaning than ever to the Canadian motto, chosen by Sir Leonard Tilley from the words of Isaiah which describes the dominion that reaches 'from sea to sea'.
对加拿大人来说，明天是一个受欢迎的节日，因为第十个省将加入加拿大。伦纳德·蒂利爵士从以赛亚书中为加拿大联邦所选择的国家格言——“从大海到大海”——将变得更有意义。
温哥华太阳报同样对纽芬兰加入加拿大联邦一事进行了表达：
Today a dream of greatness, present in the minds of the Fathers of Confederation more than 80 years ago, comes true. Newfoundland at long last is part of Canada.
今天，联邦之父们传承了80多年的伟大梦想终于实现了。纽芬兰永远是加拿大的一部分。